# 阳明学

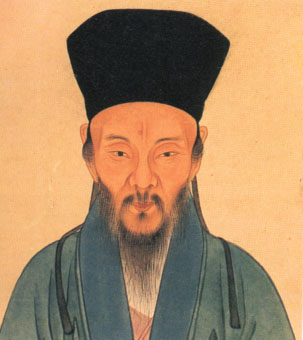
王守仁

王守仁飛魚服像

阳明学，通常又稱作王學、心學，是由明代大儒王守仁（号“阳明子”，人称王阳明）发展的儒家理学。元代至明初以來流行的程頤朱熹一派的理學強調格物以窮理，王陽明則繼承宋代陸九淵強調「心即是理」，即最高的道理不需外求，而從自己心裡即可得到。王陽明的主張為其學生繼承發揚，並以講會的形式傳播到民間，成为“阳明学派”，亦称“姚江学派”。
阳明学也传播至日本列岛，在日本发展形成日本的阳明学。

## 主要思想

### “心即理”
王守仁秉承陸九淵的觀點，開闢出儒家心學的明確脈絡，或稱「陸王學派」。陸九淵從「心即理」說出發，認為《大學》所說「格物致知」等八條目，核心在於「正心」這個觀念，進而提出「心即理」的觀點。王守仁基本贊同陸九淵的觀點，他在寫給席元山的書信裡說：「象山之學簡易直截，孟子之後一人。其學問思辯、致知格物之說，雖亦未免沿襲之累，然其大本大原斷非餘子所及也。」。
王守仁反對程頤朱熹通過事事物物追求「至理」的「格物致知」方法，因為事理無窮無盡，格之則未免煩累，故提倡從自己內心中去尋找「理」，認為「理」全在人「心」，「理」化生宇宙天地萬物，人秉其秀氣，故人心自秉其精要。
正如陸九淵所言「「人皆有是心，心皆具是理。心即理也」，何消外求？故明「本心」則明「天理」。故王守仁強調：「心一而已，以其全體惻怛而言謂之仁，以其得宜而言謂之義，以其條理而言謂之理。不可以心外求仁，不可外心以求義，獨可外心以求理乎？外心以求理，此知行之所以二也；求理於吾心，此聖門知行合一之教。」
王守仁指出：
|                | . . . . . . .心即理也。天下又有心外之事，心外之理乎？ |
| ——傳習錄卷上三 |                                                       |

|                | . . . . . . .心即理也。此心無私欲之蔽，即是天理。不須外面添一分。以此純乎天理之心，發之事父便是孝。發之事君便是忠。發之交友治民便是信與仁。只在此心去人欲存天理上用功便是。 |
| ——傳習錄卷上三 | |

|                | . . . . . . .身之主宰便是心。心之所發便是意。意之本體便是知。意之所在便是物。如意在於事親，即事親便是一物。. . . . . . 所以某說無心外之理，無心外之物。 |
| ——傳習錄卷上六 | |

### “知行合一”
在知與行的關係上，王守仁從「天地萬物本吾一體」出發，他反對朱熹的「先知後行」之說。王守仁認為既然知道這個道理，就要去實行這個道理。如果只是自稱為知道，而不去實行，那就不能稱之為真正的知道，真正的知識是離不開實踐的。比如，採用仁愛的方式對待周圍的朋友，真正的知行合一在於確實的按照所知在行動，知和行是同時發生的。他的目的在於「發動處有不善，就將這不善的念克倒了，需要徹根徹底，不使那一念不善潛伏在胸中」。
對於朱熹的「先知後行」等分裂知與行的理論，王守仁在他學生編著的《傳習錄》中是這樣理解的：古代的聖賢在看到很多人把大量的時間和精力花費在知上，而忽略了行，認為這樣下去會造成浮誇的風氣，於是開始強調要知，更要行，而後世的人就理解為要先知而後行，這就錯誤的理解了聖賢的意思。

### “致良知”
王守仁經歷過百死千難的人生體驗，在五十歲時提出猶如畫龍點睛般的學說宗旨「致良知」：「某於此良知之說，從百死千難中得來，不得已與人一口說盡，只恐學者得之容易，把作一種光景玩弄，不實落用功，負此知耳！」。

### “唯求其是”
王陽明倡「君子之學，唯求其是」的「求是」學風，並多有闡發。時至今日，「求是」精神仍然十分重要。

### “士農工商”
顧炎武《日知錄》卷七中提出，「士農工商謂之四民，其說始於管子（管仲）。」王陽明認為士、農、工、商「其歸要在於有益於生人之道，則一而已」，且進一步說明「古者四民異業而同道，其盡心焉一也」的觀點，他把傳統觀念中一直被視作「賤業」的工商擺到與士同等的水平。（《節庵公墓表》）王陽明《傳習錄拾遺》說：「雖經日作買賣，不害其為聖為賢」。此說被稱為「新四民論」。

### “四句教”
「四句教」是王陽明晚年對自己哲學思想的全面概括，即「無善無惡心之體，有善有惡意之動，知善知惡是良知，為善去惡是格物」四句。學界對四句教的理解眾說紛紜，歷來就有爭議。

## 流派
阳明学可分作左右二派。其中學者為聶豹、鄒守益，是為江右學派，傳至黃宗羲、劉宗周，是為右派。左派者可分又浙中学派、泰州學派，泰州学派將其說法推向一個極端，認為由於「理存心中」，因此「人人可以成堯舜」，即使不是讀書人的平民百姓也可以成為聖人。

### 右派

#### 江右学派
代表人物：聂豹、鄒守益、徐阶、张居正、黃宗羲、劉宗周

### 左派

#### 浙中学派
代表人物：钱德洪、王畿、唐顺之

#### 泰州学派
代表人物：王艮、李贽、何心隐、顏山農

## 日本阳明学
阳明学自明朝中后期传入日本（据称时87岁高龄的日本高僧会庵为首个传播者），當時為日本安土桃山時代，后在日本进一步发展，并对日本后世影响深远。著名学者如有“近江圣人”之称的中江藤树（一般认为是日本阳明学的鼻祖）。明末清初思想家朱舜水东渡日本，进一步传播了阳明学。
日本江户时代中期，有著名之陽明學者三輪執齋，著有 《標註傳習錄》（卷上、中、下及附録，共四册） 。幕末時期有佐藤一齋，著有《傳習錄欄外书》 。
阳明学对近代日本武士道精神的形成影响很大。
阳明学于明治维新时期成为日本的显学，对明治维新有很大的促进作用。时很多著名政治人物，兵学者均是阳明学追随者，著名的如日本“武圣”东乡平八郎、革命家大鹽平八郎、“倒幕魁首”西乡隆盛、吉田松陰、高杉晋作、河井繼之助、佐久間象山等。
此外，日本二戰後的領軍作家三島由紀夫創作也深受陽明學的影響。
日本學者井上哲次郎，著有《日本陽明學派之哲學》，詳述陽明學從江户到明治時期的傳承。此外，學者高瀬武次郎著有《日本之陽明學》，列出從江户到明治時期的31位日本陽明學者的生平和思想。

## 研究書目
- 錢明：《陽明學的形成與發展》（南京：江蘇古籍出版社，2002）。
- 吳震：《陽明後學研究》（上海：上海人民出版社，2003）。
- 呂妙芬：《陽明學士人社群》（北京：新星出版社，2006）。
- 呂妙芬：〈聖學教化的弔詭：對晚明陽明講學的一些觀察 （页面存档备份，存于）〉。
- 呂妙芬：〈明代吉安府的陽明講會活動 （页面存档备份，存于）〉。
- 島田虔次著，蔣國保譯：《朱子學與陽明學》（西安：陝西師範大學出版社，1986）。
- 島田虔次著，甘萬萍譯：《中國近代思維的挫折》（南京：江蘇人民出版社，2005）。

## 外部連結
- β版陽明資料目錄集成
- 佐藤一齋 : 傳習錄欄外書 (３冊)
- 吳震：〈阳明心学与劝善运动 （页面存档备份，存于）〉。
- 吳震：〈陽明後學概論 （页面存档备份，存于）〉。
- 吳震：〈万物一体——阳明心学关于建构理想社会的一项理论表述 （页面存档备份，存于）〉。
- 呂妙芬：〈顏子之傳：一個為陽明學爭取正統的聲音 （页面存档备份，存于）〉。
- 呂妙芬：〈陽明學者的講會與友論 （页面存档备份，存于）〉。
- 錢明：〈谈中晚明王阳明在江西吉安的讲学 （页面存档备份，存于）〉。
- 錢明：〈陽明門人的道教情懷——以「從吾道人」董澐為主線 （页面存档备份，存于）〉。
- 錢明：〈阳明学传入福建的路径、时间及影响 （页面存档备份，存于）〉。
- 錢明：〈闽中王门考略 （页面存档备份，存于）〉。
- 錢明：〈阳明学在温州地区的传播与展开 （页面存档备份，存于）〉。
- 錢明：〈王学的跨江传播与两浙的地位互换 （页面存档备份，存于）〉。
- 錢明：〈中晚明的讲会运动与阳明学的庶民化 （页面存档备份，存于）〉。
- 錢明：〈黔中王门论考 （页面存档备份，存于）〉。
- 錢明：〈阳明学派的门户特征 （页面存档备份，存于）〉。
- 錢明：〈关于东亚世界的“阳明学”概念 （页面存档备份，存于）〉。
- 錢明：〈东亚阳明学何以必要？ （页面存档备份，存于）〉。
- 荒木见悟：〈简易的哲学——阳明学的起死回生之道 （页面存档备份，存于）〉。
- 荒木見悟著，連清吉譯：〈陽明學的心學特質 （页面存档备份，存于）〉。
- 李明辉：〈阳明学与民主政治 （页面存档备份，存于）〉。
- 黃克武：〈日本陽明学與中国近代化 （页面存档备份，存于）〉。
- 錢明：〈水戶学与陽明学 （页面存档备份，存于）〉。
- 張崑將 : 近代中日陽明學的發展及其形象比較 （页面存档备份，存于）
- 張崑將 : 當代日本學者陽明學研究的回顧與展望
- 東澤瀉 ( 正純）--沢潟先生全集上巻--傳習錄參考 （页面存档备份，存于）
- 三輪執齋 : 標註傳習錄